# Кніповичія дунайська
Кніповичія дунайська (Knipowitschia cameliae) — вид риби з родини бичкових (Gobiidae), сягає 3,2 см завдовдки. Зустрічаються виключно в дельті Дунаю: лагуна біля Портити, комплекс озер Головиця-Сіное-Разелм.